# Sergio Sáez
Sergio Luis Sáez Benaiges (11 de diciembre de 1969) es un actor de doblaje chileno, que incursionó en el doblaje en Venezuela y Miami. Él es conocido por ser la voz Cosmo en Los padrinos mágicos, también por ser la voz de Mapa en Dora la exploradora, Stan Marsh, Butters y otros personajes en South Park. Es considerado por los fans de la serie como la mejor voz de Cosmo y Mapa.
Después residió en San Francisco, California. Luego en noviembre de 2012 Sergio Sáez volvió a Miami donde retomará su actividad como actor de doblaje. Donde hizo casting para los personajes Randy y Sr. Mackey para South Park.

## Biografía
Nacido en Santiago de Chile donde vivió hasta los 7 años y se mudó a Venezuela donde vivió hasta los 31 años. Graduado de Comunicación Social en la Universidad Católica Andrés Bello, cuando estudiaba Compañía Nacional de Teatro realizó una audición en la empresa Loops y terminó trabajando como traductor y adaptador para casi todos los estudios de Venezuela y a veces como actor de doblaje. En el 2000 se muda a Miami donde se volvió famoso doblando las series animadas de Los padrinos mágicos y South Park. En el 2006 se muda a Chicago, EE.UU, y residió en San Francisco, California, razón por la cual ya no actúa en ninguna de sus series habituales. estuvo retirado del doblaje, trabajo como auxiliar en United Airlines hasta su renuncia igualmente como terapeuta de masaje hasta que se graduó y ahora estudia para ser terapista de masaje neuromuscular. 
Una vez completados sus estudios, volvió a Miami en noviembre de 2012, donde volvió a trabajar brevemente en el estudio The Kitchen Inc., con posibilidades de que pudiese retomar a algunos de sus personajes protagónicos (Cosmo en Los padrinos mágicos, Stan y Butters en South Park). Lamentablemente no lo logró y por ese motivo tiempo después renunció definitivamente al doblaje.
Actualmente, se encuentra en Miami trabajando como periodista en uno de los diarios más influyentes en Miami.
El 6 de diciembre de 2020, los podcast de Funianime realizaron una entrevista en directo con él; Sergio demostró su interés de volver al doblaje hasta se muda a Los Ángeles.
Finalmente, para mediados de 2024, Sergio hizo su regreso al doblaje de la mano del estudio PixelDubbing, participando en el doblaje de la serie web Epithet Erased.

## Filmografía

### Series animadas
- South Park - Stan Marsh (temps. 7-9), Butters Stotch (temps. 6-9), Sr. Esclavo (temps. 6-9) y Stephen Stotch (temps. 6-9), voces adicionales (temps. 6-9)
- Los padrinos mágicos - Cosmo, Anti-Cosmo (temp. 1-5), Norm el Genio, Cupido, Voces adicionales
- Estás en Nickelodeon, Charlie Brown: Schroeder
- Detention: Emmitt Roswell
- ¡Histeria!: Tostado
- Bob Esponja: Voces adicionales
- Superman: la serie animada: Tim Drake/Robin
- Mona la vampira: George (temp. 4)
- Batman: la serie animada: Tim Drake/Robin (2º voz)
- Dora, la exploradora: Mapa (primeros caps)

### Películas
- Alex J. Murphy: Robocop (doblaje venezolano)
- Tony Ramírez (Antonio Banderas): Nunca hables con extraños (doblaje venezolano)
- Stingo (Peter MacNicol): La decisión de Sofía(Doblaje Venezolano)
- Colin (Bruce Payne): Por la reina y la patria
- William Lightbody (Matthew Broderick): The road to Wellville
- Fred (Christopher Lambert): Subway
- Richard Boyle (James Woods): Salvador
- Alan Strang (Peter Firth): Equus
- Kevin (Jason Patric): Hasta la noche, mi amor

### Anime
- Super Cerdita: Padre de Kassie
- Let's Dance With Papa: Policía

### Películas animadas
- ¡Abra-Catástrofe! - Cosmo
- Cazadores de canales - Cosmo / voces adicionales
- ¡Se acabó la escuela! - El musical - Cosmo / voces adicionales
- Ídolo mágico - Cosmo, Norm el Genio.
- La hora poderosa de Jimmy y Timmy 2:Cuando los genios chocan: Cosmo / Sheen Stevez
- La hora poderosa de Jimmy y Timmy 3:Creadores de monstruos: Cosmo / Sheen Stevez

### Series de TV
- The L Word: Voces adicionales (hasta 2006)
- Noche deportiva "Sports Night": Dan Ridell (John Charles)
- Queer as Folk (doblaje de Miami, 2ª-5ª temporada): Brian Kinney (Gale Harold)
- Planeta solitario: Ian Wright
- Latin Lover: Latin Lover

### Telenovelas brasileñas
Leonardo Bricio
- Mi buen querer: Juliano Mourão
- La Muralla: Tiago Olinto

Otros
- Xica da Silva: Inquisidor Expedito
- Por amor: Marcelo de Barros Mota (2ª voz) / Rodrigo Vianna Fontes
- Uga Uga: Rolando (tráiler)
- Andando en las nubes
- Cuerpo dorado: Lucas/ Mateo (Felipe Folgosi)
- Hilda Huracán: Juca y Demetrio